# Tryggve Andersen

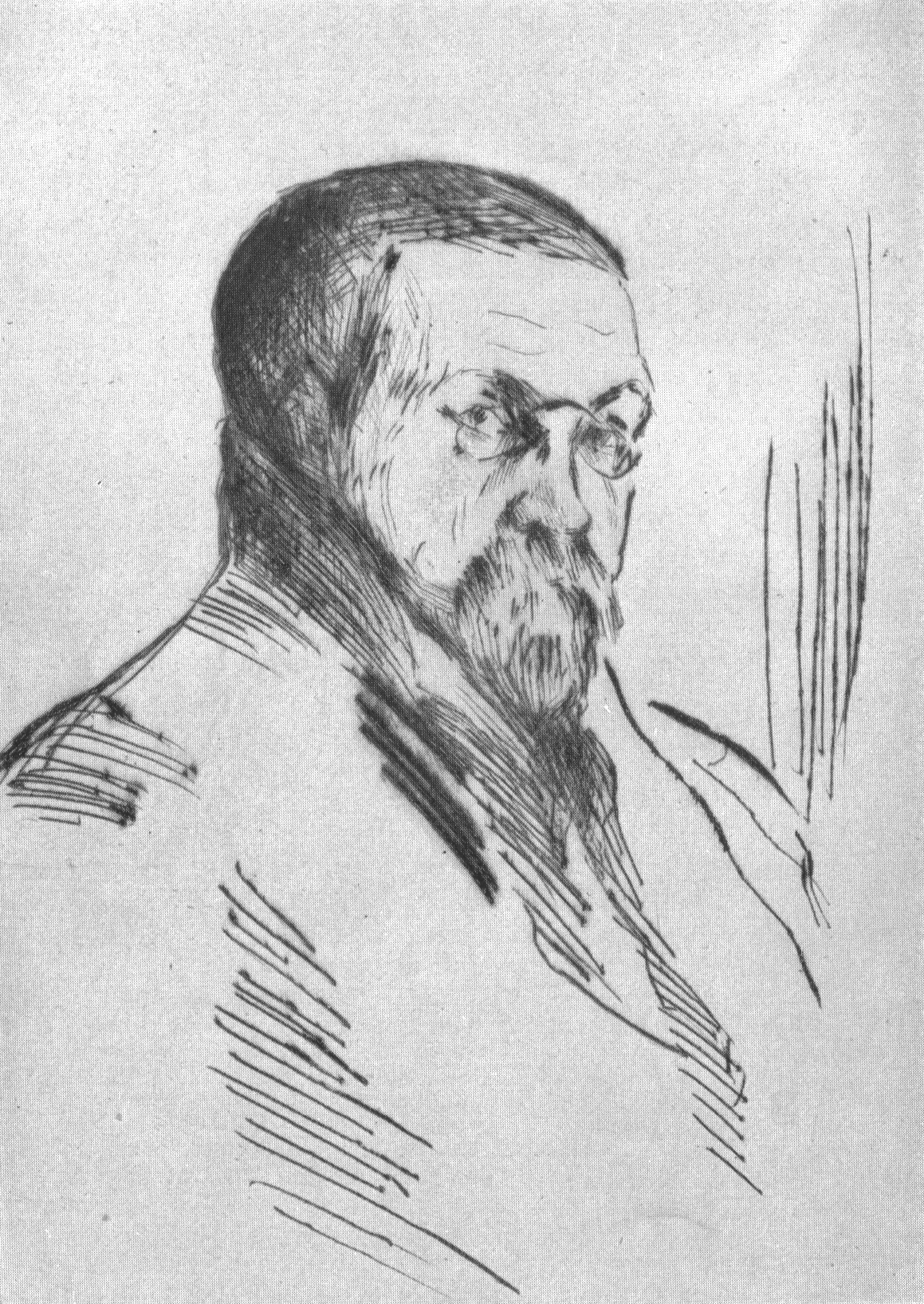
Tryggve Andersen. Radierung von Henrik Lund

Tryggve Andersen (* 27. September 1866 in Ringsaker; † 10. April 1920 in Gran) war ein norwegischer Schriftsteller der Neuromantik.

## Leben
Andersen war der Sohn des Beamten Christen Andersen. Dieser wurde mehrmals innerhalb Norwegens versetzt. Die Familie zog, als Tryggve Andersen zehn Jahre alt war, in die Nähe von Bergen. In seiner Bergener Zeit entdeckte er die Werke von E.T.A. Hoffmann, die ihn sehr beeinflussten. Später hatte Andersen eine Katze, der er den Namen Kater Murr gab. 
1883 zog Andersens Familie nach Hamar, wo er Nils Collett Vogt kennenlernte, mit dem sich eine enge Freundschaft entwickelte. Nach seinem Abitur studierte er in Kristiania, wurde jedoch bald von der Universität verwiesen. Danach lebte er für einige Zeit bei seinem Bruder in Mandal, ehe er 1893 nach Hamar zurückkehrte. 1898 heiratete er Margrethe Schønberg, doch seine Frau und der ältere der beiden gemeinsamen Söhne starben an Tuberkulose. 1906 heiratete er seine zweite Frau, die Schriftstellerin Regine Normann. 1913 wurde die Ehe geschieden. Zu diesem Zeitpunkt war Grete Tichauer bereits schwanger. Andersen und Tichauer heirateten 1914. Sie hatten zwei Kinder.
Andersens bekanntestes Werk ist der Roman I cancelliraadens dage, der 1897 als sein erstes Buch erschien. In dem Roman geht es um einen Kanzleirat im ländlichen Norwegen. Schauplatz des Romans ist Andersens Geburtsort Ringsaker.
1900 veröffentlichte er einen weiteren Roman, Mot Kvæld. Dieser hatte allerdings wenig Erfolg. Bedeutung erlangte er jedoch durch die Schilderungen von Epilepsie, an der Andersen selbst litt. Darüber hinaus schrieb Andersen Gedichte und Kurzgeschichten.

## Werke
- I cancelliraadens dage (1887)
- Digte (1888)
- Mot Kvæld (1900)
- Gamle folk (1904)
- Bispesønnen og andre fortællinger (1907)
- Hjemfærd (1913)
- Fabler og hendelser (1915)
- Samlede fortællinger (1916)
- Dagbog fra en sjøreise (1923)